# Skalica
Skalica (allemand : Skalitz ; latin : Sakolcium ; hongrois : Szakolca) est une ville de région de Trnava en Slovaquie. Sa population est de 14 700 habitants.

## Histoire
La plus ancienne mention de Skalica remonte à 1213 (Zaculcza).

## Démographie

### Évolution de la population
| Année:               | 1994.  | 2004.   | 2014.   | 2024.   |
| -------------------- | ------ | ------- | ------- | ------- |
| Nombre de personnes: | 14 916 | 14 984  | 14 749  | 15 440  |
| Différence:          |        | +0,45 % | -1,56 % | +4,68 % |

| Année:               | 2023.  | 2024.   |
| -------------------- | ------ | ------- |
| Nombre de personnes: | 15 461 | 15 440  |
| Différence:          |        | -0,13 % |

## Spécialités culinaires
Le trdelník de Skalica (skalický trdelník) est une pâtisserie traditionnelle sucrée originaire de la ville. Il est à base de pâte de farine enroulée autour d'une brochette en bois, puis grillé à la braise et recouvert de sucre et de noisettes pilées. Il en résulte une forme cylindrique caractéristique cuite et dorée à l'extérieur et creuse et pâle à l'intérieur, avec un goût fumé et aromatisé à la cannelle

## Célébrités
- Žigmund Pálffy, joueur de hockey